# Johann Wolfgang Textor

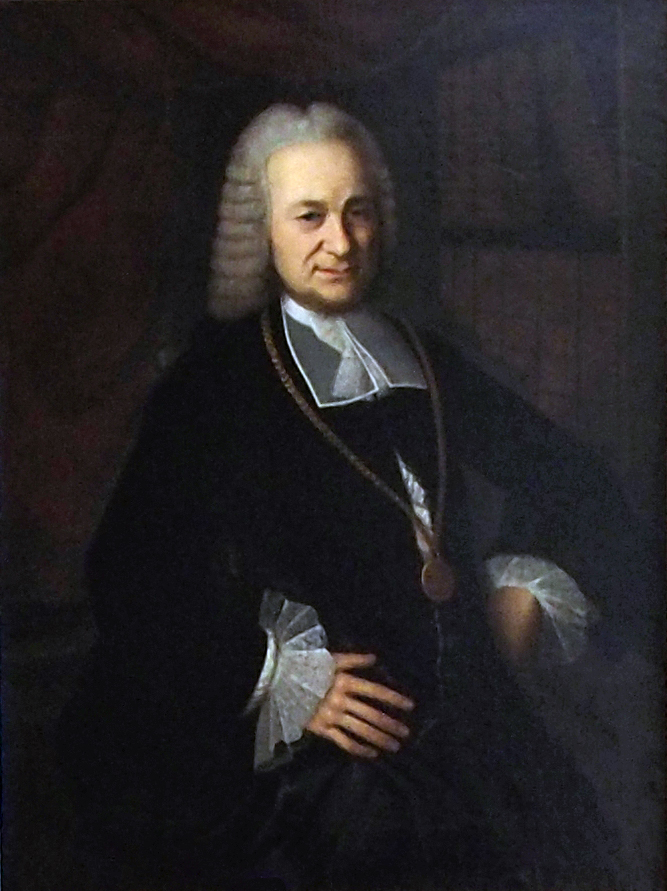
Johann Wolfgang Textor 1763

Johann Wolfgang Textor (* 11. Dezember 1693 in Frankfurt am Main; † 6. Februar 1771 ebenda) war ein deutscher Reichs-, Stadt- und Gerichtschultheiß und kaiserlicher Rat in Frankfurt sowie Großvater von Johann Wolfgang von Goethe.

## Leben
1693 kam er als Sohn des Frankfurter Advokaten Christoph Heinrich Textor (1666–1716) und seiner Frau Maria Katharina geb. Appel zur Welt. Sein Großvater war der Jurist Johann Wolfgang Textor (1638–1701), der 1691 als Stadtsyndikus in die Freie Reichsstadt Frankfurt gekommen war.

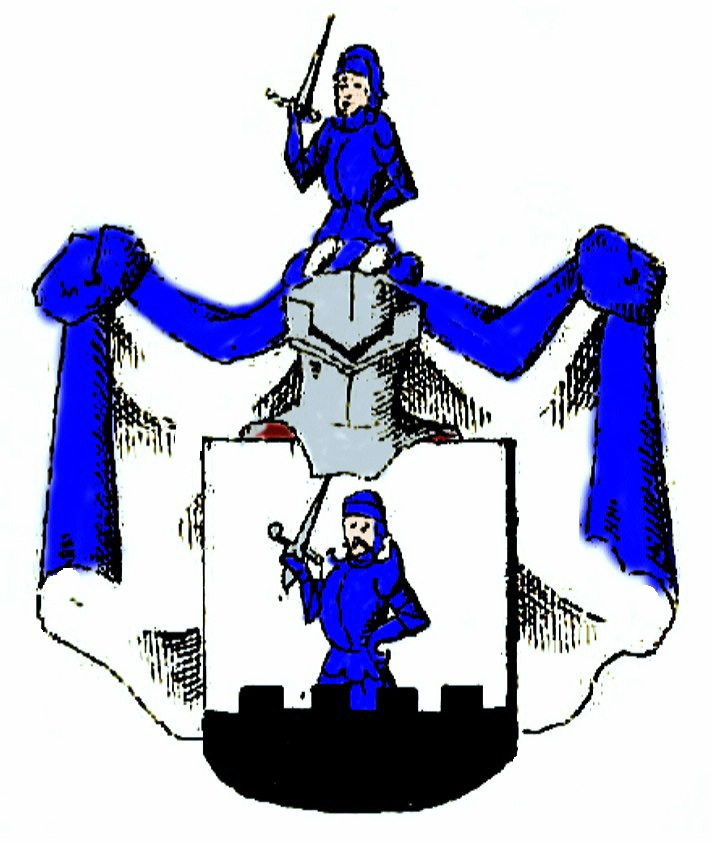
Wappen derer Textor

Johann Wolfgang Textor d. J. besuchte ab 1702 das Städtische Gymnasium und studierte zunächst Rechtswissenschaft an der Universität Altdorf, wo sein Großvater lange Jahre Professor gewesen war. 1721 ließ er sich als Advokat beim Reichskammergericht in Wetzlar nieder und promovierte in Gießen zum Dr. jur. Am 2. Februar 1726 heiratete er Anna Margaretha Lindheimer (1711–1783), eine Tochter des aus Frankfurt stammenden Kammergerichtsprokurators Cornelius Lindheimer (1671–1722) und dessen Ehefrau Elisabeth Catharina, geb. Seip (1680–1759).
Am 16. Dezember 1727 wurde er in den Frankfurter Rat gewählt, obwohl er zu diesem Zeitpunkt noch gar nicht das Frankfurter Bürgerrecht besaß. Dies führte zum Protest der bürgerlichen Fraktion (Bank) im Frankfurter Rat und legte den Keim für spätere Auseinandersetzungen um Textors Person. 1731 wurde er Schöffe. 1738, 1741 und 1743 wurde er als Älterer Bürgermeister in Frankfurt mehrmals gewählt. Er tat sich als Schöffe und Bürgermeister vielfach hervor, bevor er am 10. August 1747 mit dem Amte des Stadtschultheißen auf Lebenszeit betraut wurde und den Titel eines kaiserlichen wirklichen Rates erlangte. Kaiser Karl VII. habe ihm auch den Adel angetragen, doch Textor habe dies abgelehnt mit der Begründung, dass ihm dadurch die Verheiratung seiner Töchter erschwert werden würde. Der Adelsstand könne Bürgerliche, sein „geringes Vermögen“ wiederum Adelige davon abhalten, um die Hand einer seiner Töchter anzuhalten.
Als Stadtschultheiß hatte er das höchste und angesehenste Amt in der städtischen Justiz inne. Zugleich galt er als geschickter Diplomat, konfessionell toleranter Protestant und Repräsentant der österreichischen und antipreußischen Fraktion im Rat. Sein Bild in der öffentlichen Meinung war umstritten. Ein schroffes Urteil fällte der angesehene Zeitgenosse Johann Christian Senckenberg, der zusammen mit seinem Bruder Johann Erasmus Senckenberg zu Textors schärfsten Kritikern gehörte. Er charakterisierte ihn in seinem Tagebuch als korrupt, eitel und maßlos. Ihm wurde sogar vorgeworfen, die Stadt während des Siebenjährigen Kriegs im Januar 1759 an die mit dem Kaiser verbündete Französische Armee verraten und so ihre militärische Besetzung ermöglicht zu haben. Der Konflikt zwischen „Österreichischen“ und „Fritzischen“ in der städtischen Gesellschaft führte auch zum Zerwürfnis mit seinem Schwiegersohn Johann Caspar Goethe, der zur Minderheit der Anhänger Preußens gehörte. Im April 1760 kam es bei einer Tauffeier wegen der Beschuldigung des Verrats zu einer tätlichen Auseinandersetzung der beiden. Textor warf ein Messer nach seinem Schwiegersohn, der seinerseits den Degen zog. Dem Pfarrer gelang es mit Mühe, die Kontrahenten voneinander zu trennen.

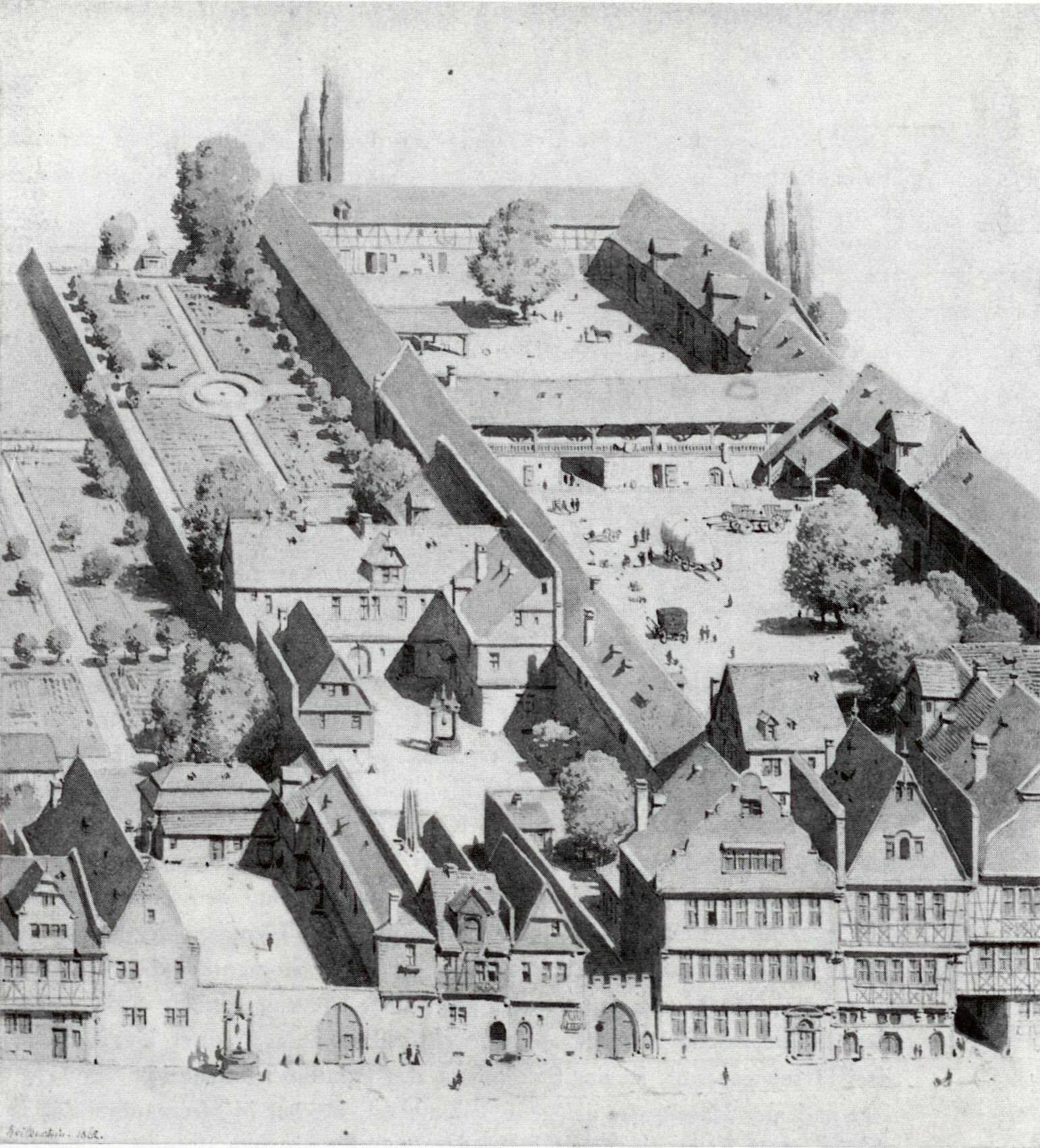
Das Textorsche Haus in der Friedberger Gasse (hinten mittig)

Johann Wolfgang Goethe mildert in Aus meinem Leben. Dichtung und Wahrheit das Bild seines Großvaters und charakterisiert ihn als ruhigen, niemals zornigen Menschen in altertümlicher Kleidung, der keine Veränderungen in seiner Umgebung und seiner Lebensweise zulässt. An gleicher Stelle beschreibt Goethe auch das burgartige Anwesen seiner Großeltern mit seinem großen, zinnenbewehrten Tor, dem schmalen Zugang zum Innenhof und dem Spalier von Pfirsichbäumen an der Südseite des Gartens, wo der Großvater neben Pfirsichen auch Nelken züchtet. Das Haus lag in der Friedberger Gasse in der nordöstlichen Neustadt, damals ein im Vergleich zur Altstadt dünnbesiedeltes Viertel, in dem sich vorwiegend die Gasthöfe und Stallungen der in Frankfurt Quartier machenden Fuhrleute befanden. Textors Vater hatte das Anwesen von seinen Schwiegereltern geerbt und 1714 bebaut.

### Familie
Johann Wolfgang Textor und Anna Margaretha Lindheimer hatten zusammen fünf Kinder, die das Erwachsenenalter erreichten:
1. Katharina Elisabeth (1731–1808) heiratete 1748 den kaiserlichen Rat Johann Caspar Goethe. Sie ist die Mutter von Johann Wolfgang von Goethe, der die Vornamen seines Großvaters und Taufpaten erhielt.
2. Johanna Maria (1734–1823) heiratete den Frankfurter Kaufmann Georg Adolf Melber und wurde Mutter von 11 Kindern. Goethe beschreibt die Tante Melber als warmherzig und lebhaft. Nach ihr ist der Johanna-Melber-Weg in Sachsenhausen benannt.
3. Anna Maria (* 1738) wurde 1756 die Frau von Johann Jakob Starck, Pfarrer an der Katharinenkirche und Sohn von Johann Friedrich Starck.
4. Johann Jost (1739–1792), der einzige Sohn, wurde Advokat. Er wurde nach dem Tode seines Vaters Mitglied des Rates, 1783 Jüngerer Bürgermeister und 1788 Schöffe. Sein Sohn war Johann Wolfgang Textor (1767–1831), 1816–1831 Schöffe, 1817–1820 Mitglied des Engeren Rates, 1820–1825 Mitglied der Gesetzgebenden Versammlung der Freien Stadt Frankfurt[3]
5. Anna Christine (* 1743) heiratete den Obersten und Stadtkommandanten Georg Heinrich Cornelius Schuler.

Drei weitere Söhne und eine Tochter starben im Kindesalter.
Johann Wolfgang Textor erlitt im August 1768 einen Schlaganfall, von dem er sich nicht mehr erholte. Im Juni 1770 legte er wegen der fortdauernden Behinderung sein Schultheißenamt nieder und starb am 6. Februar 1771.
Das Textorsche Haus mit seinem großen Garten wurde 1796 bei der Beschießung Frankfurts durch französische Truppen beschädigt. Im Mai 1863 wurde es endgültig niedergelegt. Heute befindet sich auf diesem Gelände das Grandhotel ArabellaSheraton.
Nach Textor sind eine Straße und eine Schule im Frankfurter Stadtteil Sachsenhausen benannt.

## Anekdotisches
- Während seiner Wetzlarer Zeit wurde Textor wegen Ehebruchs angeklagt. Der betrogene Ehemann warf ihm während der Gerichtsverhandlung als Beweisstück die Perücke ins Gesicht, die er bei seiner überstürzten Flucht im Schlafzimmer der Geliebten zurückgelassen hatte.[4]
- Textor wurden hellseherische Fähigkeiten nachgesagt, vor allem in Bezug auf sein eigenes Schicksal. Seine Berufung zum Schöffen, die durch Los erfolgte, soll er ebenso vorhergesagt haben wie die Ernennung zum Schultheißen. Goethe berichtet diese Anekdote in Dichtung und Wahrheit.

### Textor als literarische Figur
- Johann Wolfgang von Goethe: Aus meinem Leben. Dichtung und Wahrheit, Buch 1. Entstanden 1808 bis 1831.
- Otto Müller: Der Stadtschultheiß von Frankfurt. Eine Familiengeschichte aus dem vorigen Jahrhundert. Familienroman, Cotta’sche Verlagsbuchhandlung, Stuttgart 1856
- Hans Geisow: Der alte Textor, Charakterkomödie, Uraufführung 1924 am Schauspiel Frankfurt